# هنريكي (لاعب كرة قدم مواليد 1995)
هنريكي هو لاعب كرة قدم برازيلي في مركز الدفاع، ولد في 5 يناير 1995 في كارازينيو في البرازيل. لعب مع نادي كوريتيبا.

## وصلات خارجية
- هنريكي (لاعب كرة قدم مواليد 1995) على موقع قاعدة بيانات كرة القدم.إي يو (الإنجليزية)
- هنريكي (لاعب كرة قدم مواليد 1995) على موقع Soccerway.com (الإنجليزية)